# ثورة الشك
ثورة الشك هي قصيدة ألفها عبد الله الفيصل بن عبد العزيز آل سعود، ولحنها رياض السنباطي، وغنتها أم كلثوم في ديسمبر 1958 بحديقة الأزبكية، يذكر أن أم كلثوم غنت في عام 1971 قصيدة أخرى لعبد الله الفيصل لحنها السنباطي أيضاً وهي قصيدة من أجل عينيك.